# Vigyan Ashram

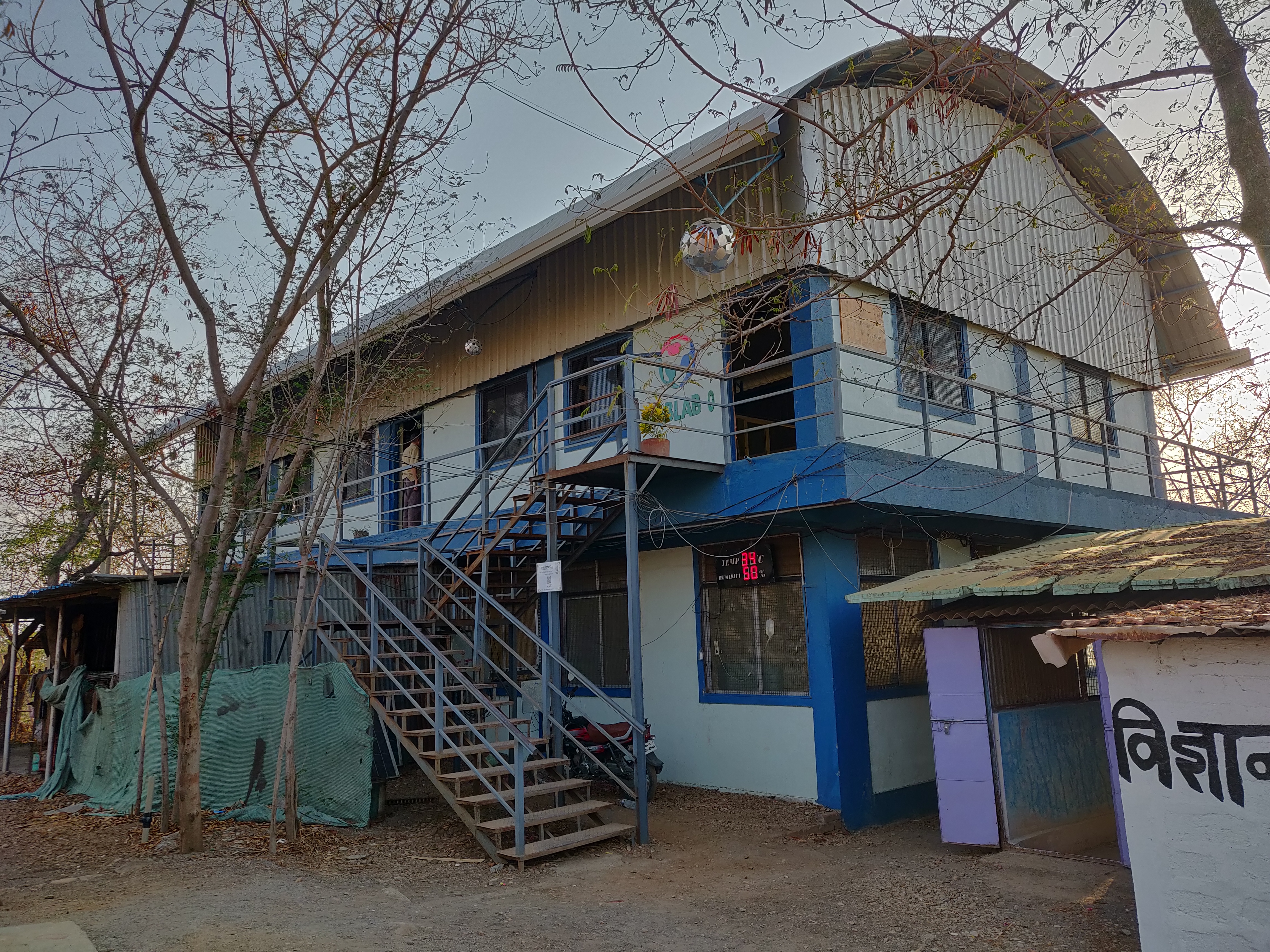
Vigyan Ashram, Pabal

Vigyan Ashram è un centro educativo sperimentale fondato nel 1983 dal dott. S. S. Kalbag come parte dell’Indian Institute of Education (IIE) di Pune, in India.
Il centro ha sede nel villaggio rurale di Pabal, situato a circa 70 km da Pune, lungo la strada Rajgurunagar–Shirur. Con una popolazione di circa 10.000 abitanti, Pabal è un tipico villaggio dell’India centrale, soggetto a siccità ricorrenti. È stato scelto come luogo per l'avvio del progetto per via della sua posizione strategica rispetto agli altri villaggi della zona, con l’obiettivo di creare un modello educativo replicabile in altri contesti rurali del paese.
Il termine Vigyan significa "ricerca della verità", mentre Ashram rappresenta uno stile di vita semplice e orientato alla riflessione, in cui tutti i membri della comunità sono considerati uguali. Il centro si ispira al tradizionale sistema educativo indiano del Gurukul, in cui studenti e insegnanti convivono e apprendono reciprocamente attraverso il lavoro quotidiano e l’esperienza diretta.
Secondo il fondatore, molti bambini che abbandonano il percorso scolastico tradizionale riescono comunque ad avere successo nella vita, proprio perché imparano facendo. Questo dimostra che l’apprendimento esperienziale è un metodo naturale per acquisire conoscenze. Se sempre più giovani imparano in questo modo, tale approccio dovrebbe essere considerato il modello principale di insegnamento. Con questa convinzione nacque il Vigyan Ashram.

## Metodo educativo
Il modello educativo adottato dal Vigyan Ashram si basa sul principio dell’apprendimento esperienziale, riassunto nel motto "Learn while doing" ("Imparare facendo"). Il centro promuove un approccio pratico, multidisciplinare e inclusivo, pensato soprattutto per giovani che non si riconoscono nei percorsi scolastici tradizionali.
Secondo il fondatore, il dott. S. S. Kalbag, molti bambini che abbandonano la scuola riescono comunque a ottenere successo nella vita, proprio perché apprendono attraverso l’esperienza diretta. Questo dimostra che l’apprendimento pratico è un metodo naturale per acquisire conoscenze. Se sempre più giovani imparano in questo modo, tale approccio dovrebbe essere considerato il modello principale di insegnamento.
L’istituto riprende alcuni elementi del tradizionale sistema educativo indiano del Gurukul, in cui studenti e insegnanti convivono in un ambiente comunitario, condividendo compiti, responsabilità e saperi. L’obiettivo non è solo trasmettere conoscenze tecniche, ma anche formare individui autonomi, socialmente responsabili e capaci di innovare nei contesti rurali.
Il centro fa parte della rete globale dei Fab lab, promossa dal MIT, e integra nelle proprie attività l’uso di tecnologie appropriate per rispondere ai bisogni concreti delle comunità locali.

## Sviluppo tecnologico ed educazione

### Diploma in tecnologia rurale di base (DBRT)
Il Diploma in Basic Rural Technology (DBRT) è un corso residenziale della durata di un anno, offerto presso il Vigyan Ashram. Il programma è riconosciuto dal National Institute of Open Schooling (NIOS) ed è rivolto a studenti interessati all'apprendimento attraverso attività manuali e pratiche.
Si tratta di un corso polivalente in cui i partecipanti ricevono formazione in diverse aree:
- Ingegneria: fabbricazione, costruzione, carpenteria di base, disegno tecnico, valutazione dei costi;
- Energia e ambiente: elettricità, riavvolgimento motori, tecniche di rilevamento, Energia solare, Biogas;
- Casa e salute: cucito, trasformazione di prodotti alimentari, cucina comunitaria;
- Agricoltura e zootecnia: costruzione di ricoveri per animali, avicoltura, allevamento di capre e bestiame da latte.

Il corso include inoltre attività complementari come:
- uso del computer;
- meditazione;
- sport;
- trekking;
- lettura pubblica.

Gli studenti si alternano tra le diverse aree, trascorrendo circa tre mesi in ciascuna per un totale di dodici mesi. Una parte significativa delle strutture del campus di Vigyan Ashram è stata realizzata dagli stessi studenti, attraverso progetti assegnati dagli insegnanti come parte del processo educativo.

### Centro di innovazione nel design (DIC)
Il Design Innovation Center (DIC) è un’iniziativa congiunta tra il Vigyan Ashram e l’Università Savitribai Phule di Pune. Il centro è stato istituito presso il campus di Pabal e finanziato dal Ministero dello Sviluppo delle Risorse Umane del Governo dell'India, nell’ambito del programma nazionale National Initiative for Design Innovation.
Il DIC ha l'obiettivo di promuovere la cultura del design tra gli studenti universitari, incoraggiando l’ideazione di soluzioni innovative ai problemi concreti delle aree rurali. Le difficoltà che le comunità rurali si trovano ad affrontare sono viste come opportunità di apprendimento e innovazione per le menti creative. Il centro è aperto a studenti provenienti da diverse discipline, previa formazione e autorizzazione, e offre supporto nella trasformazione delle idee in prodotti utili per la società.
Il DIC del Vigyan Ashram si concentra in particolare su:
- Agricoltura;
- Tecnologie sensoristiche;
- Computer grafica e design del prodotto;
- Ambiente e gestione del bacino idrografico.

## Galleria d'immagini

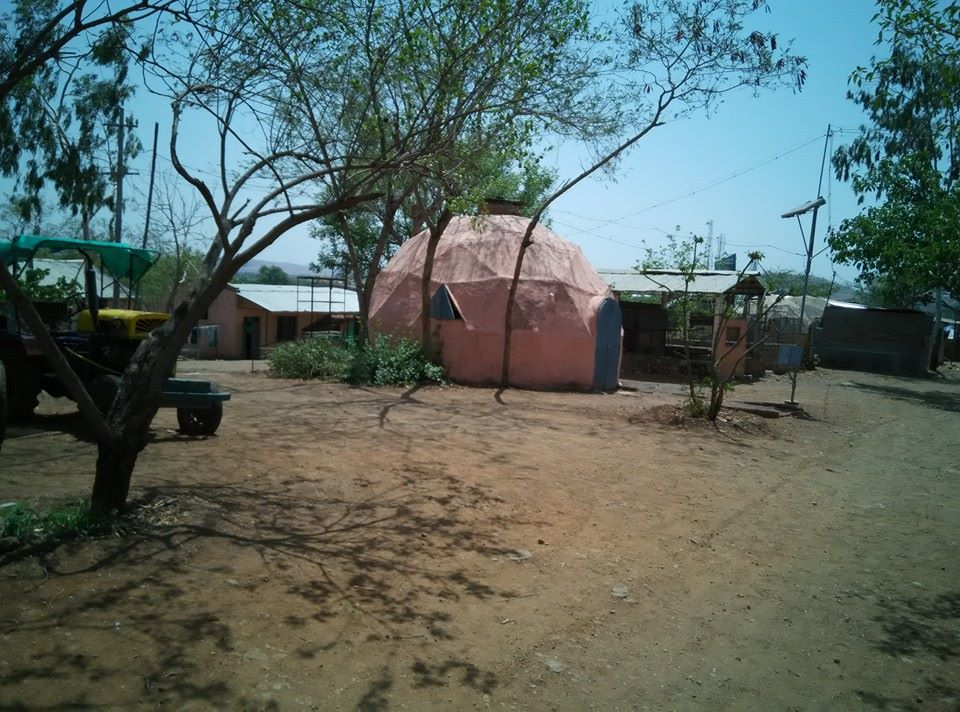
Cupola geodetica costruita dagli studenti.
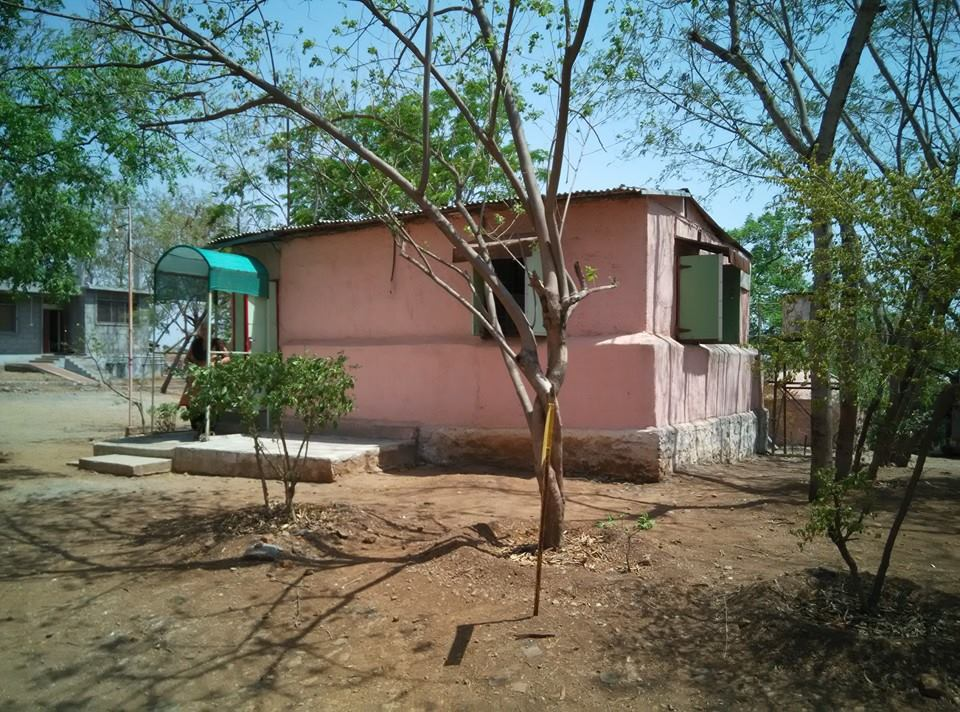
Abitazione semplice costruita dagli studenti.
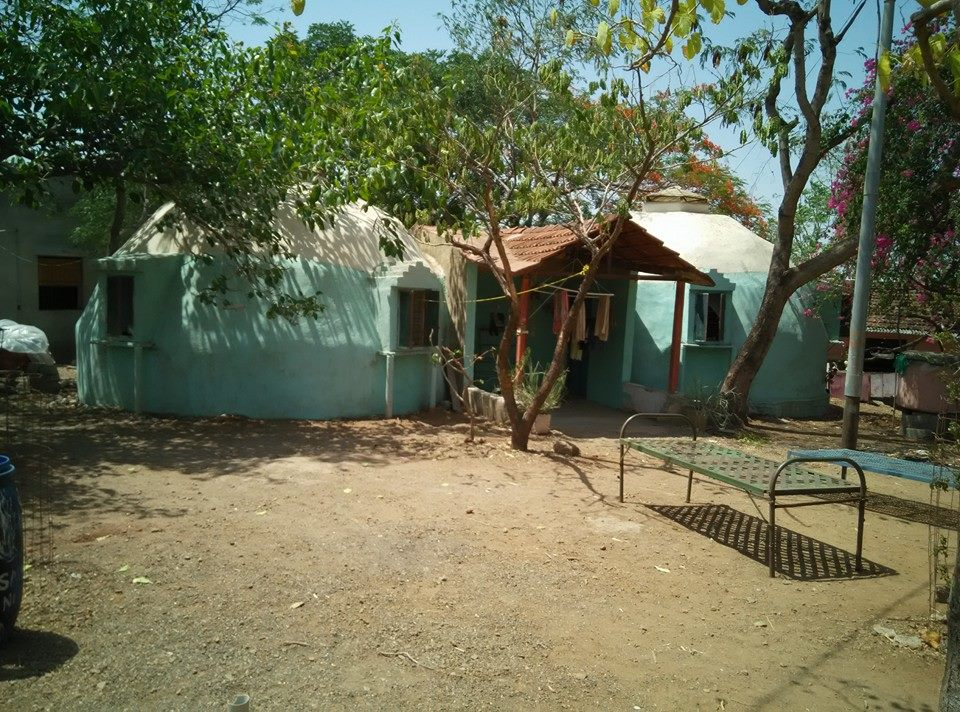
Cupole geodetiche comuni costruite dagli studenti.
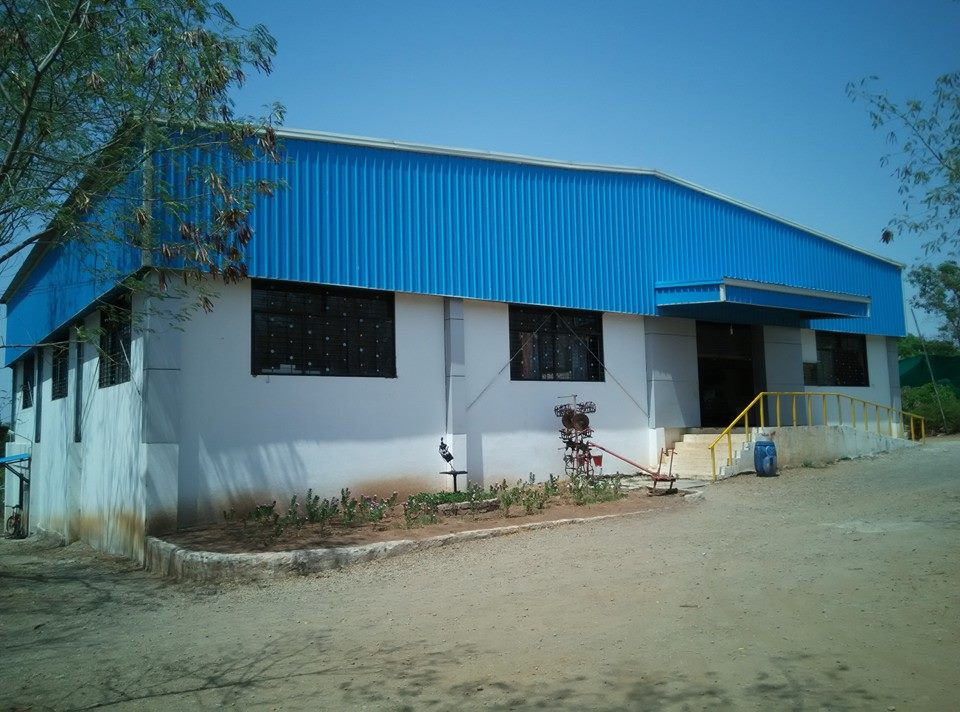
Capannone che ospita l'officina meccanica e il Fab Lab.
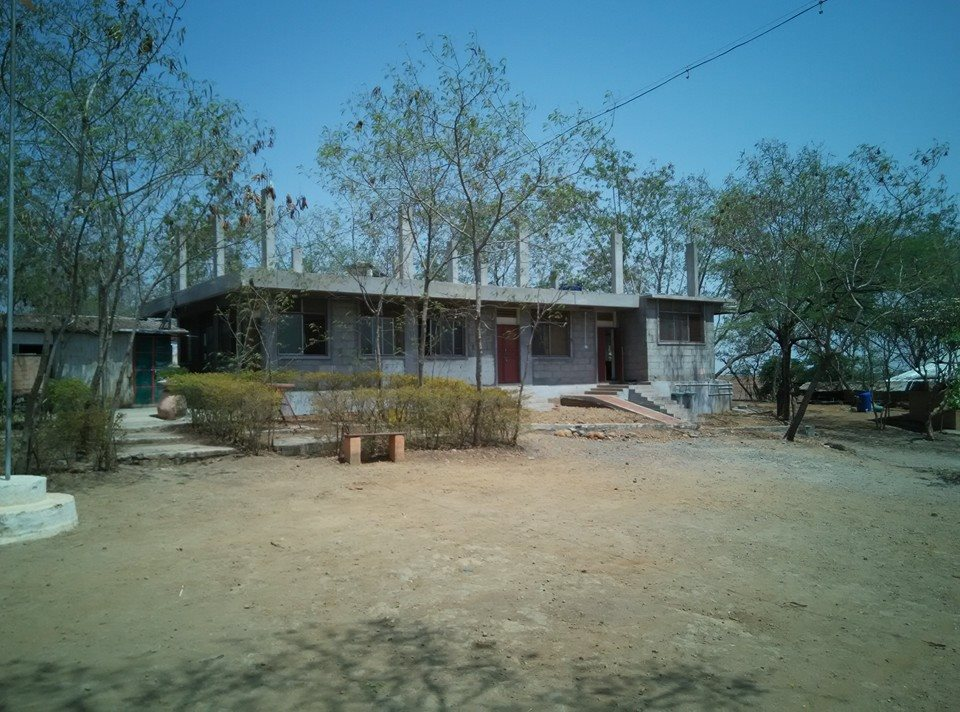
Struttura utilizzata come ufficio amministrativo del centro.
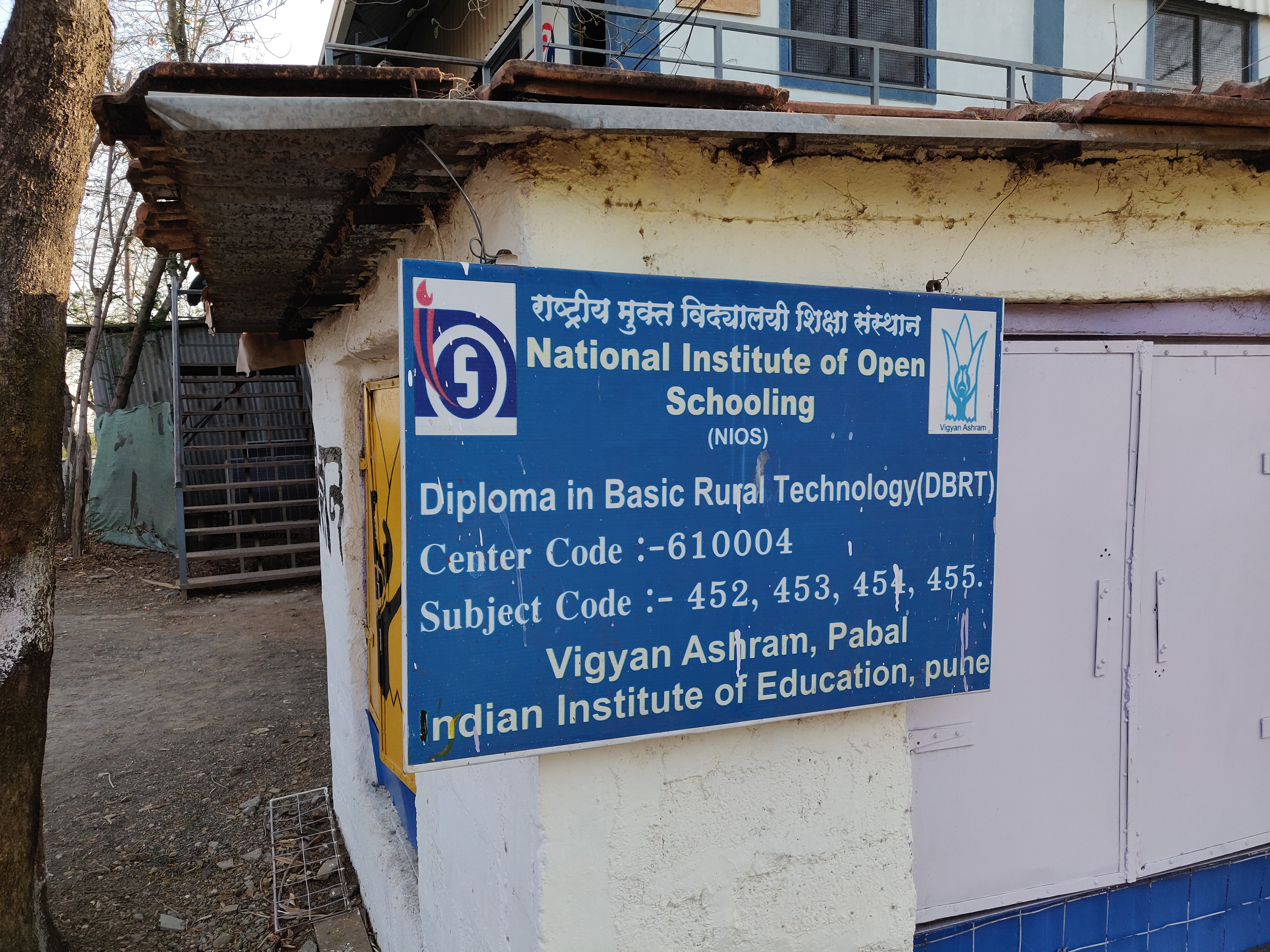
Corso organizzato in collaborazione con il National Institute of Open Schooling.
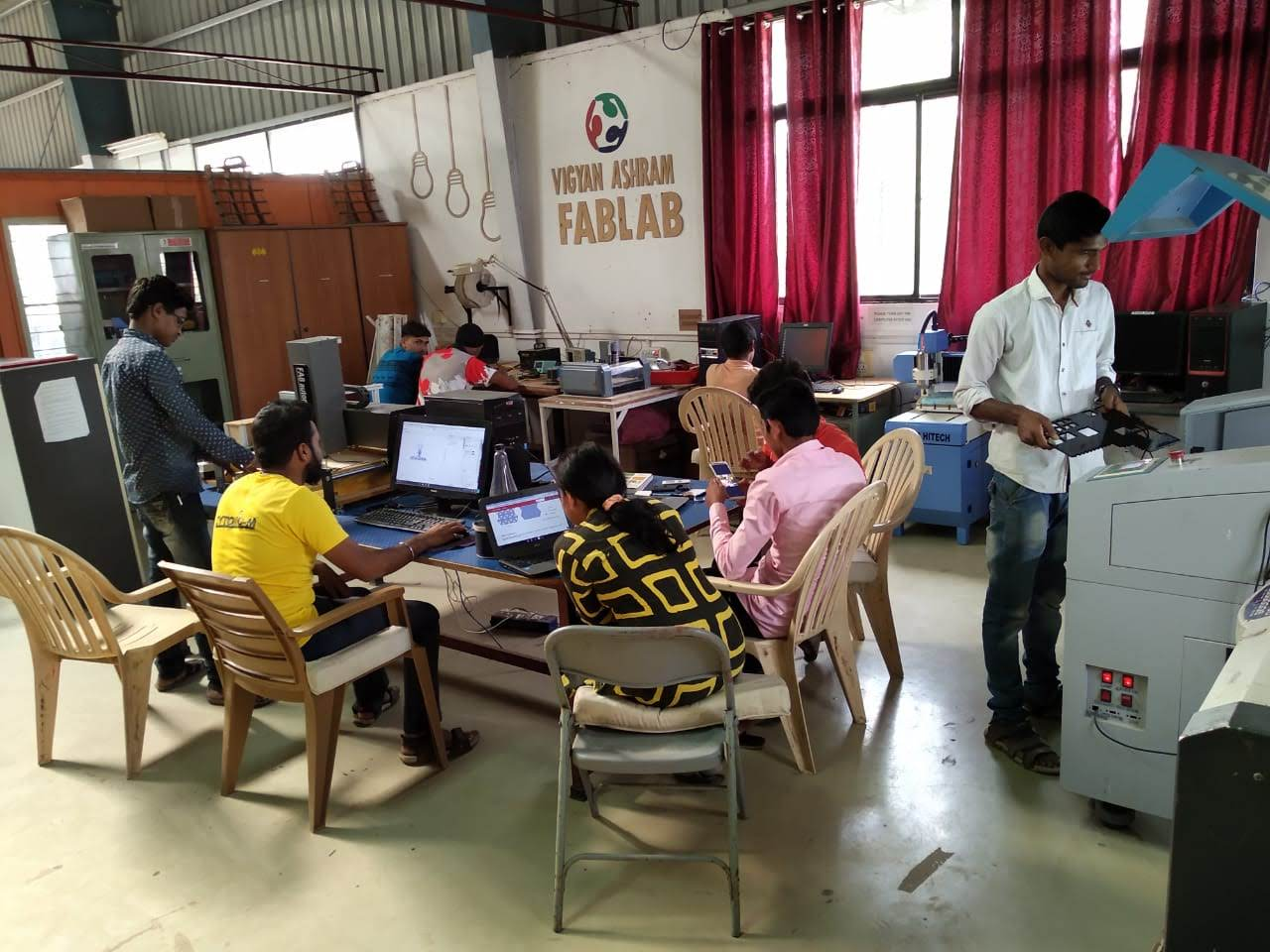
Veduta del Fab Lab di Vigyan Ashram.
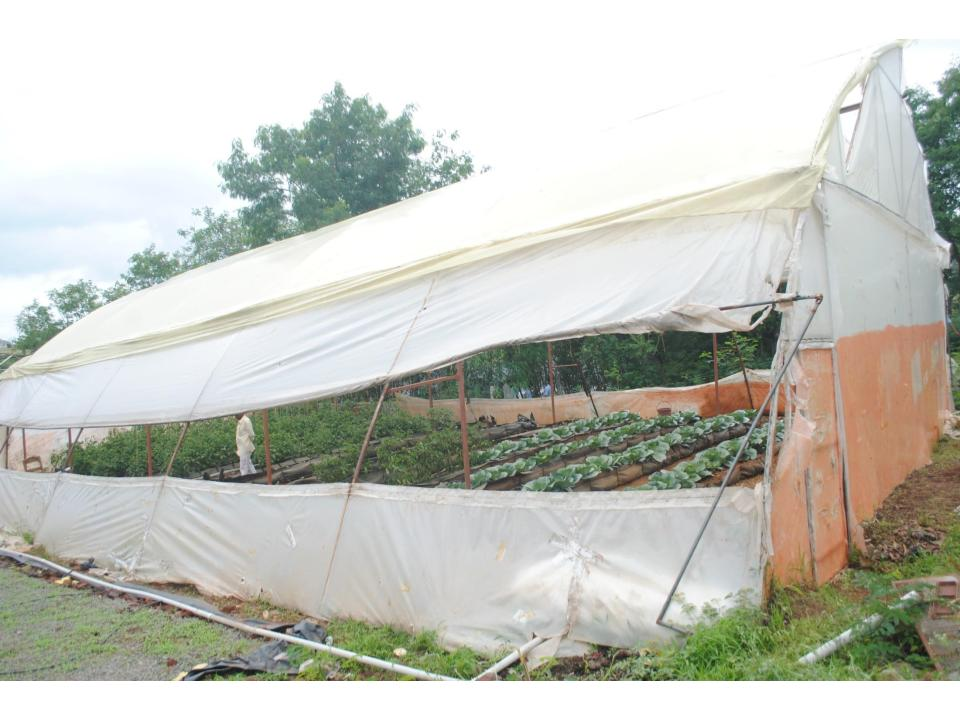
Serra utilizzata per la formazione agricola.
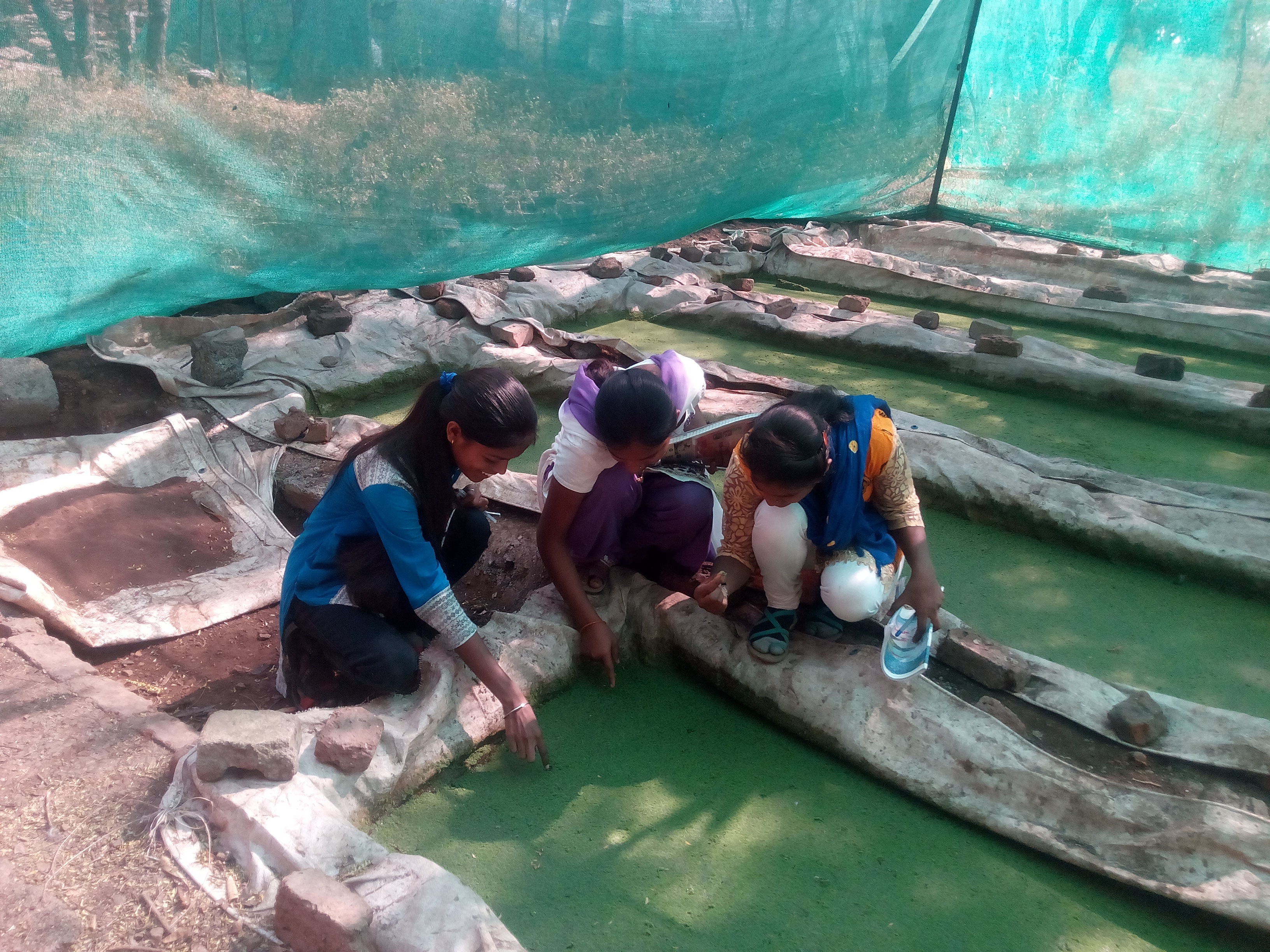
Progetto sperimentale con l’Azolla.